# 東海市立大田小学校
東海市立大田小学校（とうかいしりつ おおたしょうがっこう）は、愛知県東海市大田町にある公立小学校。

## 概要
- 校区は大田町（天尾崎（一部）、石田 、後田、上前田、上浜田、蟹田 、川島（一部）、替地、鎌ケ峰、柏ノ木、川北新田、川南新田、郷中、鷺、庄之脇、城山、城之腰、下畑、下前田、下浜田、清水脇、樹木、汐田（一部）、神宮前、砂原、瀬戸山、曽根、高ノ御前、天神下ノ上、天神下、寺下（一部）、西ノ脇、後浜新田（一部）、畑間、張本、浜新田、東畑、膝折、藤塚、別所、堀切、細田、的場、松崎、前田、前畑、山畑、与五八、六反）、中央町1-4丁目（一部）、中央町6・7丁目（一部）である。公立中学校の進学先は東海市立横須賀中学校及び東海市立平洲中学校である[1]。

## 沿革
- 1971年（昭和46年）4月1日 - 東海市立横須賀小学校校舎内に東海市立横須賀小学校大田分校を設置する。
- 1972年（昭和47年）
  - 4月1日 - 横須賀小学校大田分校が分立し、東海市立大田小学校として開校する。校舎未完成のため、引き続き横須賀小学校校舎を使用する。
  - 9月1日 - 校舎（現・北館）が完成し、移転する。
- 1976年（昭和51年）
  - 3月 - 本館が完成する。
  - 5月 - 体育館が完成する。

## 交通アクセス
- 名鉄常滑線太田川駅下車、徒歩約13分。
- らんらんバス北ルート「大田小学校入口北」バス停より徒歩約3分。
- 知多バス上野台線「東海市役所南」バス停より徒歩約10分。

## 周辺施設
- 日本福祉大学東海キャンパス
- 愛知県立東海樟風高等学校　※隣接
- 愛知県立横須賀高等学校
- 東海市立平洲中学校
- 東海市立横須賀中学校
- 東海市立富木島中学校
- 東海市立横須賀小学校
- 東海市立平洲小学校
- 東海市立富木島小学校
- 東海市立船島小学校
- 東海市役所
- ラスパ太田川
- ソラト太田川
- 名鉄常滑線太田川駅